# Liste der in der Schweiz ausgehandelten oder unterzeichneten internationalen Verträge und Vereinbarungen
Die Liste der in der Schweiz ausgehandelten oder unterzeichneten internationalen Verträge und Vereinbarungen gibt einen chronologischen Überblick über einige der wichtigsten internationalen Abkommen, Übereinkommen, Friedens-, Abrüstungs- und anderen Verträgen, welche in der Schweiz ausgehandelt oder unterzeichnet wurden sowie Gipfelkonferenzen, welche in der Schweiz stattgefunden haben.
Die Guten Dienste spielen in der Aussenpolitik der neutralen Schweiz seit jeher eine wichtige Rolle. Die Schweiz beschränkt sich heute jedoch nicht nur darauf, Konfliktparteien ihr Territorium als Verhandlungsort zur Verfügung zu stellt («Hotelier-Funktion»), sondern sie bietet sich auch als Vermittlerin an (Konfliktmediation).
Besonders viele Abkommen wurden in Genf, der internationalsten Stadt der Schweiz, unterzeichnet.

## 15. Jahrhundert
- Frieden zu Basel (1499): Friedensschluss zur Beendigung des Schwabenkriegs.

## 18. Jahrhundert
- Friede von Baden (1714): Einer der Friedensschlüsse zum Ende des Spanischen Erbfolgekrieges.
- Friede von Basel (1795): Vorläufiger Friedensschluss im Krieg zwischen Frankreich und Preussen bzw. Spanien.

## 19. Jahrhundert

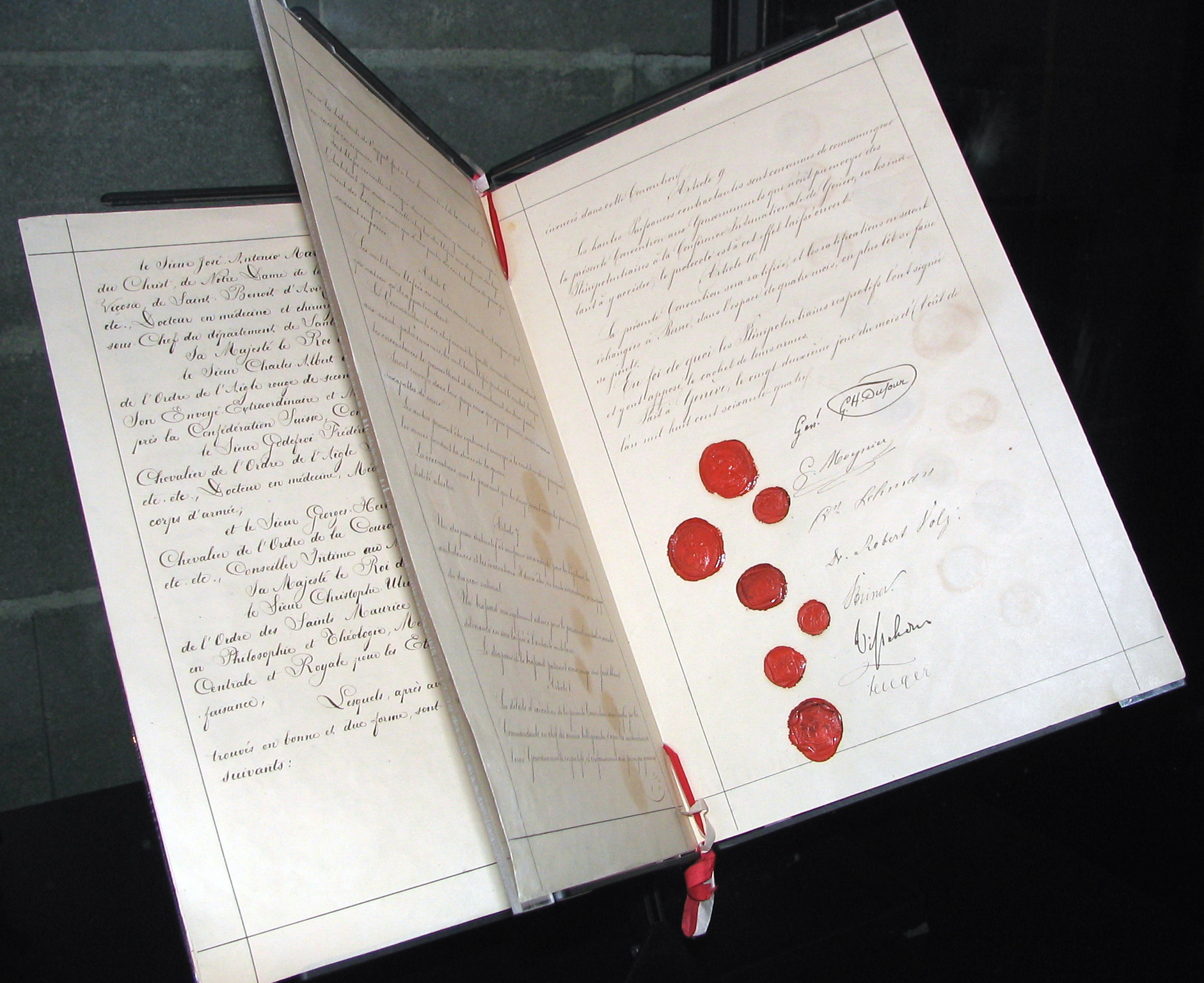
Originaldokument der ersten Genfer Konvention, 1864

- Frieden von Zürich (1859): Frieden zwischen Österreich, Frankreich und Sardinien zur Beendigung des Sardinischen Kriegs.

- Genfer Konferenz (1863): Konferenz auf Anstoss des Internationalen Komitees der Hilfsgesellschaften für die Verwundetenpflege, dem Vorläufer des Internationalen Komitees vom Roten Kreuz.

- Genfer Konventionen (1864): Kriegsregeln für den Schutz von Personen, die nicht an Kampfhandlungen teilnehmen.

- Berner Übereinkunft zum Schutz von Werken der Literatur und Kunst (1886)

- Übereinkommen über den internationalen Eisenbahnverkehr, 1. Berner Übereinkommen (1893)

## 20. Jahrhundert

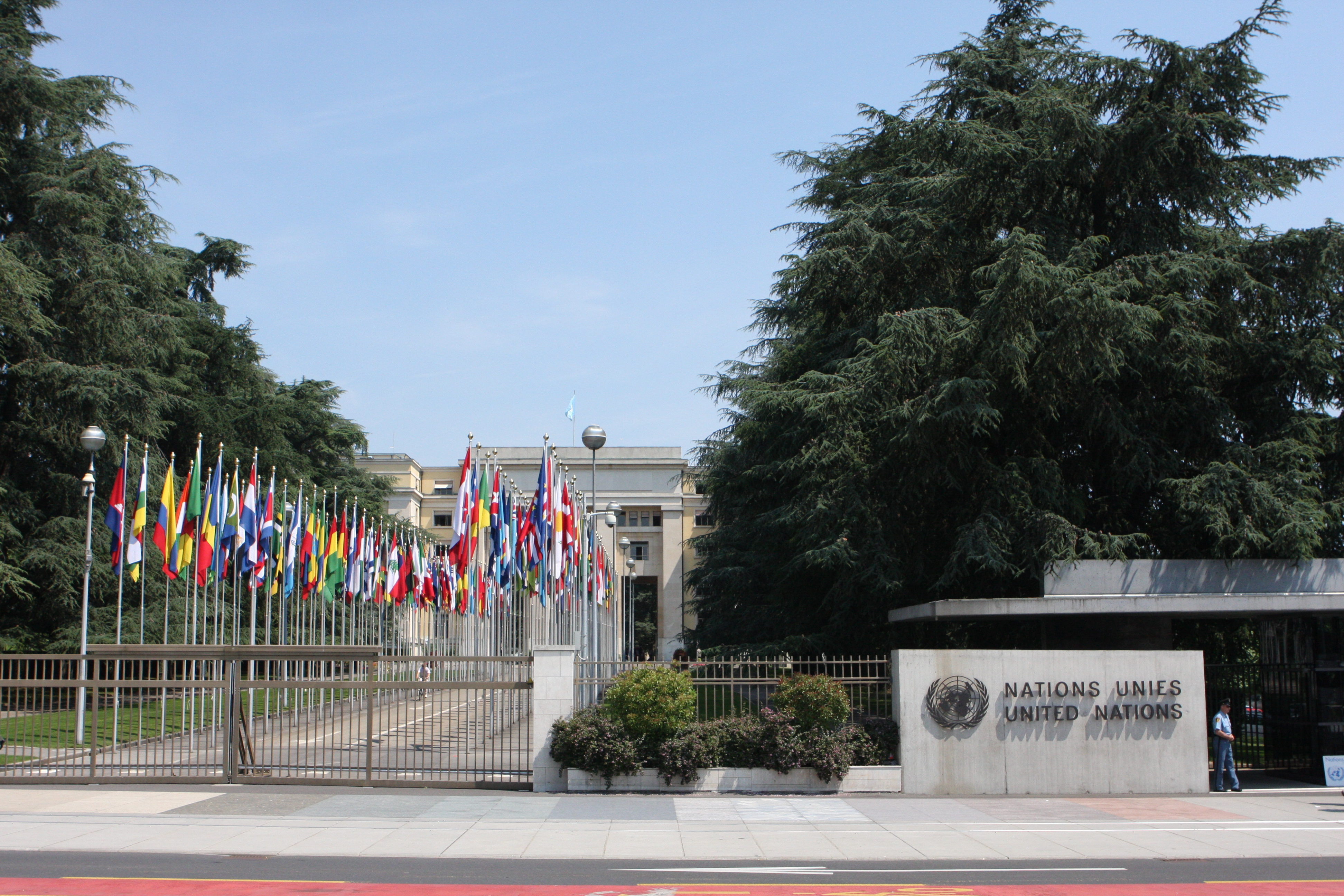
Vereinte Nationen in Genf

Parteien des Abkommens über die Rechtsstellung der Flüchtlinge:
Parteien des Abkommens von 1951
Parteien des Protokolls von 1967
Parteien beider Verträge
Parteien keiner der beiden Verträge

Indochinakonferenz von 1954 in Genf

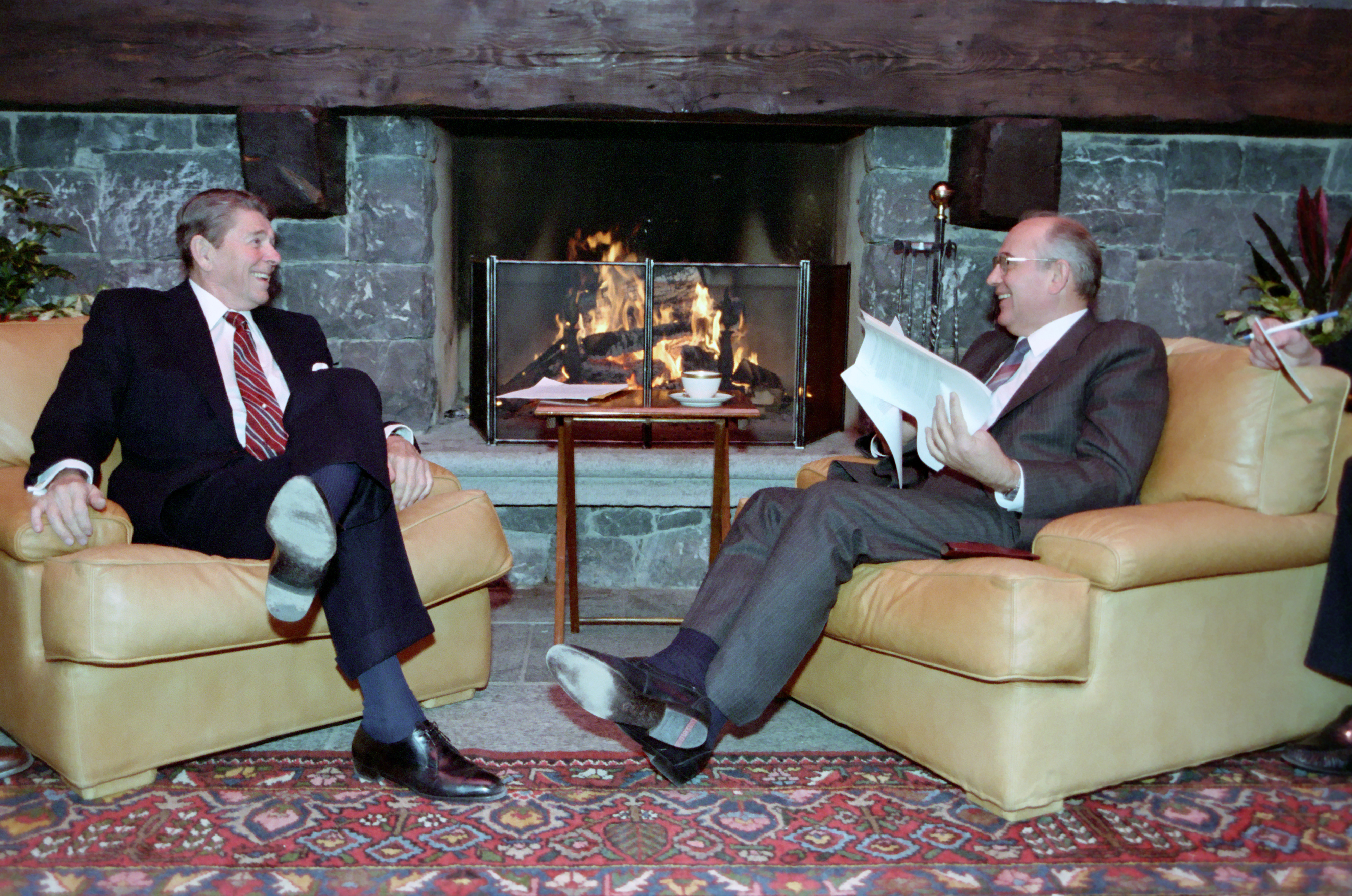
Reagan und Gorbachev während des Genfer Gipfels 1985

- Berner Konvention (1906): Verbot des weissen Phosphors in der Streichholzherstellung[2]

- Konferenz zur Revision der Genfer Konvention von 1864 (1906): Konferenz vom 11. Juni bis 6. Juli 1906 zur Überarbeitung der ersten Genfer Konvention (33 Artikel) „zur Verbesserung des Loses der Verwundeten und Kranken der bewaffneten Kräfte im Felde“ in Genf.

- Deutsch-Polnisches Abkommen über Oberschlesien (1922) in Genf.

- Genfer Protokolle (1922): Staatsvertrag zwischen der Republik Österreich sowie Grossbritannien, Frankreich, Italien und der Tschechoslowakei im Rahmen des Völkerbundes.

- Konferenz von Lausanne (1922/23): Verhandlungen zum Friedensvertrag mit der Türkei.

- Vertrag von Lausanne (1923): Friedensvertrag mit der Türkei.

- Genfer Protokoll (1925): Protokoll über das Verbot der Verwendung von erstickenden, giftigen oder ähnlichen Gasen sowie von bakteriologischen Mitteln im Kriege.

- Verträge von Locarno (1925): Verträge zur Aufnahme von Deutschland in den Völkerbund.

- Genfer Weltwirtschaftskonferenz (1927)

- Genfer Konferenz über die Seeabrüstung (1927)

- Flottenkonferenzen (1927) in Genf.

- Abkommen über die Behandlung der Kriegsgefangenen (1929) in Genf.

- Stillhalteabkommen (1931) von Basel.

- Konferenz von Lausanne (1932): Konferenz über das Ende der deutschen Reparationszahlungen.

- Protokoll von Lausanne (1932): Vereinbarung über die Gewährung einer Völkerbundanleihe an Österreich.

- Genfer Abrüstungskonferenz (1932–1934) des Völkerbunds.

- Vertrag von Montreux (1936) (auch Meerengen-Abkommen): Gab der Türkei die volle Souveränität über die Dardanellen, das Marmarameer und den Bosporus zurück.

- Vertrag von Montreux (1937): Am 8. Mai 1937 ist in Montreux zwischen Ägypten einerseits und Australien, Belgien, Dänemark, Frankreich, Griechenland, Grossbritannien, Indien, Irland, Italien, Neuseeland, Niederlanden, Norwegen, Portugal, Schweden, Spanien, Südafrikanischen Union und den USA andererseits, das in dem britisch-ägyptischen Bündnisvertrag vom 26. August 1936 vorgesehene Abkommen über die Aufhebung der Kapitulationen in Ägypten abgeschlossen worden.[3]

(→ Montreux Convention Regarding the Abolition of the Capitulations in Egypt Vertrag von Montreux (1937) in der englischsprachigen Wikipedia)
- Abmachungen von Nyon und Genf (1937): Konferenz zum Schutz der internationalen Seefahrt im Mittelmeer vor U-Bootangriffen während des Spanischen Bürgerkriegs.[4]

(→ Nyon Conference Abmachungen von Nyon und Genf in der englischsprachigen Wikipedia)
- Genfer Konventionen (1949): Vier Abkommen zum Schutz von Kriegsopfern.

- Konferenz von Lausanne (1949): Konferenz zum arabisch-israelischen Konflikt.

- Genfer Flüchtlingskonvention (1951): Abkürzung GFK; eigentlich „Abkommen über die Rechtsstellung der Flüchtlinge“ wurde am 28. Juli 1951 auf einer UN-Sonderkonferenz in Genf verabschiedet und trat am 22. April 1954 in Kraft.

- Indochinakonferenz (1954) in Genf (1954): Verträge zur Beendigung des Ersten Indochinakrieges.

- Genfer Gipfelkonferenz (1955): Genfer Viermächtekonferenzen zwischen USA, UdSSR, Grossbritannien und Frankreich.

- Genfer Atomkonferenz (1955): Vom 8. bis zum 20. August 1955 fand in Genf unter der Federführung der Vereinten Nationen die erste Genfer Atomkonferenz statt. Den Anlass bot Dwight D. Eisenhowers Rede Atoms for Peace. Sie führte letztlich zur Gründung der Internationalen Atomenergieorganisation (IAEO).

- Genfer Seerechtskonventionen (1958): Am 29. April 1958 wurden in Genf zum Abschluss der ersten Seerechtskonferenz der Vereinten Nationen vier internationale Abkommen zur Regelung des Seevölkerrechts unterzeichnet.

- Genfer Aussenministerkonferenz (1959): Treffen der vier Deutschen Besatzungsmächte.

- Zürcher und Londoner Abkommen (1959): Verhandlungen zwischen der Türkei, Griechenland, dem Vereinigten Königreich und den Zyprioten bezüglich verfassungsrechtlicher Fragen beim Übergang der damaligen britischen Kronkolonie Zypern zur unabhängigen Republik Zypern.

- Genfer Laos-Abkommen (1962): Abkommen über die Unabhängigkeit und Neutralität von Laos.
- Green Hilton (14. November 1963): Vertrag zwischen Indonesien der Schweiz und den USA, Indonesien lagert Gold im Wert von mehreren 100ten Mrd. Dollar in der UBS ein, die Schweiz generiert 3 % die USA garantiert zum Aufbau demokratisch, humanitären Infrastrukturen in Indonesien

- Locarno-Klassifikation (1968): Abkommen über die Einteilung und Erschliessung von eingetragenen Designs.

- Protokoll von 1972 zum Einheitsabkommen (1972) in Genf: Konferenz zur Änderung des Einheitsabkommen über die Betäubungsmittel von 1961.

- Konferenz über Sicherheit und Zusammenarbeit in Europa (KSZE) (1973–1975): Nach zweijährigen Verhandlungen zwischen dem 18. September 1973 und dem 21. Juli 1975 in Genf wurde am 1. August 1975 die KSZE-Schlussakte in Helsinki unterschrieben.

- Genfer Nahostkonferenz (1973): Verhandlungen über die Umsetzung der Resolution 338 des UN-Sicherheitsrates.

- Rhodesien-Konferenz (1976) in Genf.

- Genfer Konvention – Zusatzprotokoll I (1977): Zusatzprotokoll vom 8. Juni 1977 zu den Genfer Abkommen vom 12. August 1949 über den Schutz der Opfer internationaler bewaffneter Konflikte.

- Genfer Konvention – Zusatzprotokoll II (1977): Zusatzprotokoll vom 8. Juni 1977 zu den Genfer Abkommen vom 12. August 1949 über den Schutz der Opfer nicht internationaler bewaffneter Konflikte.

- UN-Konferenz für Abrüstung (ab 1979), UN Conference on Disarmament (UNCD): UN-Konferenz für Abrüstung, im deutschsprachigen Raum als „Genfer Abrüstungskonferenz“ bezeichnet.

- Übereinkommen über weiträumige grenzüberschreitende Luftverunreinigung (1979)von Genf.

- Berner Konvention (1979): Übereinkommen über die Erhaltung der europäischen wildlebenden Pflanzen und Tiere und ihrer natürlichen Lebensräume.

- Übereinkommen über den internationalen Eisenbahnverkehr, 2. Berner Übereinkommen (1980)

- Konvention über das Verbot oder die Beschränkung des Einsatzes bestimmter konventioneller Waffen (1980) in Genf.

- INF-Vertrag (1980–1985) u. a. in Genf: Verträge über die Vernichtung aller Raketen mit mittlerer und kürzerer Reichweite (500 bis 5500 Kilometer) und deren Produktionsverbot zwischen der Sowjetunion und den USA.

- Genfer Rüstungskontrollverhandlungen (ab 1983) zwischen der Sowjetunion und den USA.

- Genfer Gipfelkonferenz (1985): Gipfeltreffen zwischen Ronald Reagan und Michail Gorbatschow.[5]

- Genfer Abkommen (Afghanistan) (1988): Übereinkunft zur Lösung des Konflikts in Afghanistan.

- Friedensverhandlungen zwischen Iran und Irak (1988): Nach achtjährigem Krieg nehmen der Iran und Irak direkte Verhandlungen in Genf auf.[6]

- Dreimächtevertrag (1988): Südafrika, Kuba und Angola verhandeln in Genf über einen kubanischen Truppenrückzug aus Angola und über die Unabhängigkeit von Namibia.[7]

- Basler Übereinkommen über die Kontrolle der grenzüberschreitenden Verbringung gefährlicher Abfälle und ihrer Entsorgung (1989): Das auch als Basler Konvention bekannte Abkommen wurde am 22. März 1989 in Basel unterzeichnet. Es ist ein internationales Umweltabkommen, das ein umweltgerechtes Abfallmanagement eingeführt hat und die Kontrolle der grenzüberschreitenden Transporte gefährlicher Abfälle regelt. In Kraft getreten ist die Vereinbarung am 5. Mai 1992.

- Genfer Friedenskonferenz (1991): Konferenz zur friedlichen Lösung der Besetzung Kuwaits durch den Irak.

(→ Geneva Peace Conference (1991) Genfer Friedenskonferenz in der englischsprachigen Wikipedia)
- Genfer Jugoslawienkonferenz (ab 1992): Unter der Führung der UNO und der EU wurde 1992 die internationale Konferenz zur Lösung des Konflikts auf dem Balkan in Genf eröffnet. Die Verhandlungen mit den Bürgerkriegsparteien führten u. a. zum Friedensvertrag von Dayton, der am 14. Dezember 1995 in Paris unterzeichnet wurde.

- Internationale humanitäre Ermittlungskommission (1992): Annahme von Regeln zur Arbeit der Kommission und damit Etablierung der Internationalen humanitären Ermittlungskommission als ständiges Organ entsprechend Artikel 90 des Zusatzprotokolls I zu den Genfer Abkommen vom 12. August 1949.

- Genfer Rahmenabkommen (1994): Das Rahmenabkommen vom 21. Oktober 1994 war ein Versuch, den Atomkonflikt zwischen Nordkorea und den USA mittels eines bilateralen Vertrages zu regulieren.

- Vertrag von Lugano (1996): Am 6. September 1996 unterzeichneten der Vorsteher des Eidgenössischen Verkehrs- und Energiewirtschaftsdepartements und der Bundesminister für Verkehr der Bundesrepublik Deutschland in Lugano einen Staatsvertrag und verpflichteten sich darin, die Voraussetzungen für einen leistungsfähigen Eisenbahnverkehr zwischen der Schweiz und der Bundesrepublik Deutschland, insbesondere im Hinblick auf die NEAT Eisenbahn-Alpentransversale, zu schaffen.[8]

## 21. Jahrhundert

Das Schutzzeichen des dritten Zusatzprotokolls, auch „Roter Kristall“ genannt

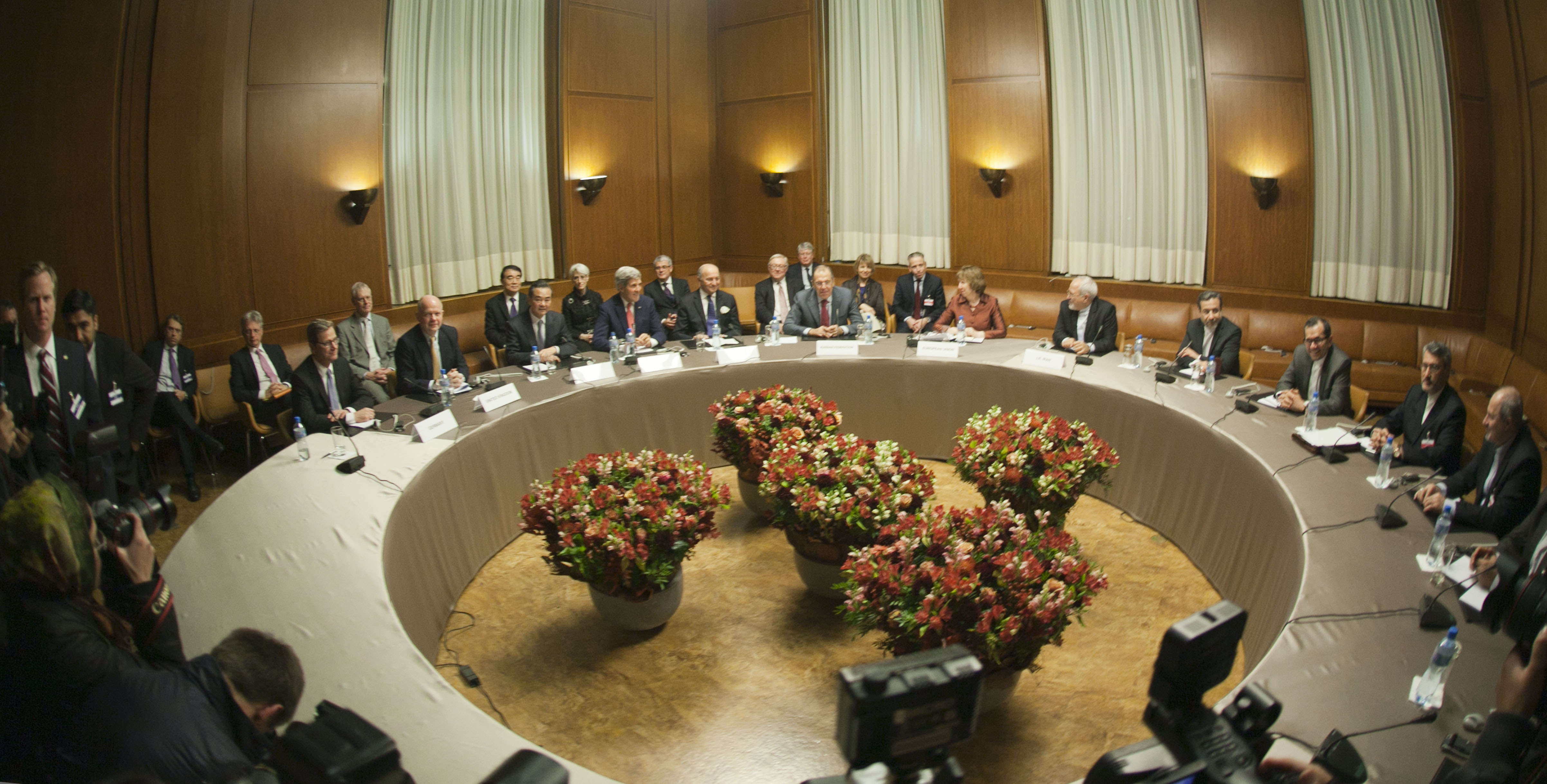
Genfer Konferenz über Iranisches Atomprogramm 2013

- Bürgenstock-Abkommen (2002): Auf dem Bürgenstock unterzeichnen die sudanesischen Bürgerkriegsparteien unter der Schirmherrschaft der USA und der Schweiz ein Waffenstillstandsabkommen im Sezessionskrieg im Südsudan.

- Genfer Initiative (2003): Virtuelles Abkommen zur Lösung des Nahostkonflikts (auch Genfer Vereinbarung).[9]

- Wiedervereinigung Zyperns (2004): Gespräche über die Wiedervereinigung Zyperns unter der Leitung von UNO-Generalsekretär Kofi Annan auf dem Bürgenstock bringen keine Einigung.[10]

(→ Annan-Plan)
- Genfer Konvention – Drittes Zusatzprotokoll von 2005 und Roter Kristall: Anlässlich der vom 5. bis 7. Dezember 2005 in Genf durchgeführten Konferenz der Unterzeichnerstaaten der Genfer Konventionen wurde der „Rote Kristall“ als neues Schutzzeichen ohne jeglichen nationalen beziehungsweise religiösen Bedeutungen eingeführt.

- Seearbeitsübereinkommen (2006) der Internationalen Arbeitsorganisation (2006): Das Abkommen beinhaltet grundlegende (Beschäftigungs- und Sozial-) Rechte der Seeleute. Es wurde am 23. Februar 2006 von der Allgemeinen Konferenz der IAO in Genf angenommen und trat am 20. August 2013 in Kraft.

- Regional Radiocommunication Conference (2006): Funkplanungskonferenz der Internationalen Fernmeldeunion ITU, welche vom 15. Mai 2006 bis 16. Juni 2006 in Genf stattfand.

- Lugano-Übereinkommen (Ende 2007): Das Luganer Übereinkommen über die gerichtliche Zuständigkeit und die Vollstreckung gerichtlicher Entscheidungen in Zivil- und Handelssachen – LugÜ regelt die gerichtliche Zuständigkeit, die Anerkennung und Vollstreckung von Entscheidungen zwischen den Mitgliedstaaten der Europäischen Union, der Schweiz, Norwegen und Island. Es zielt ab auf eine gleichartige Geltung nationaler Urteile.

- Montreux-Dokument (2008): Das Montreux-Dokument vom 17. September 2008 ist das erste internationale Dokument, das einen Überblick über die völkerrechtlichen Verpflichtungen von privaten Militär- und Sicherheitsunternehmen gibt, die in bewaffneten Konflikten im Einsatz stehen.[11]

- Annäherungsabkommen zwischen Armenien und der Türkei (2009): Das am 10. Oktober 2009 in Zürich unterschriebene Protokoll zwischen der Türkei und Armenien gibt die Grundlage für diplomatische Beziehungen und die Öffnung der Grenzen.[12] Seitdem die Ratifizierung dieser Protokolle im April 2010 durch den armenischen Präsidenten suspendiert wurde, ist ein Stillstand in der Annäherung zwischen den beiden Ländern zu verzeichnen. Zuvor hatte bereits das türkische Parlament die Ratifizierung dieses Protokolls ausgesetzt.[13]

- Weltkonferenz gegen Rassismus (2009) in Genf.

- Syrien Friedenskonferenzen in Genf (2013–2014): Chronik des Bürgerkriegs in Syrien 2013, Chronik des Bürgerkriegs in Syrien 2014.

(→ Geneva II Conference on Syria Genfer Syrien Friedenskonferenz in der englischsprachigen Wikipedia)
- Abkommen über die Vernichtung von Chemiewaffen in Syrien (2013): Die Aussenminister der USA John Kerry und von Russland Sergei Lawrow einigen sich in Genf auf ein Abkommen über die Vernichtung von Chemiewaffen in Syrien.[14]

- Genfer Konferenz über Iranisches Atomprogramm (2013): Die Aussenminister Irans und der sogenannten P5+1-Mächte (der fünf Ständigen Mitglieder des Sicherheitsrats der Vereinten Nationen, mithin Chinas, Frankreichs, Grossbritanniens, Russlands und der Vereinigten Staaten von Amerika plus Deutschlands) auf einen Joint Plan of Action (JPA).[15]

(→ Geneva interim agreement on the Iranian nuclear program Genfer Konferenz über das Iranische Atomprogramm in der englischsprachigen Wikipedia)
- Genfer Erklärung (2014): Abkommen zur Lösung der Ukrainekrise.

- Atomabkommen mit Iran (April 2015): Im Atomstreit einigen sich in Lausanne Iran sowie die Uno-Vetomächte und Deutschland auf entscheidende Eckpunkte für eine abschliessende Vereinbarung. Iran verpflichtet sich, sein nukleares Anreicherungsprogramm einem System von Beschränkungen und Kontrolle zu unterwerfen. Weiter unterliegen alle nuklearen Aktivitäten des Landes für bis zu 25 Jahre strengen Kontrollen durch die Internationale Atomenergiebehörde. Im Gegenzug hebt der Westen seine Wirtschaftssanktionen auf. Die Details sollen bis Ende Juni ausgehandelt werden. Im März fanden bereits Gespräch in Montreux statt.[16][17]

- Genfer Gipfelkonferenz: Am 16. Juni 2021 fand in Genf zwischen dem Präsidenten der Vereinigten Staaten Joe Biden und dem russischen Präsidenten Wladimir Putin ein Gipfeltreffen statt.